# ウクライナ社会革命党
ウクライナ社会革命党（ウクライナしゃかいかくめいとう、ウクライナ語: Українська партія соціалістів-революціонерів、ロシア語: Украинская партия социалистов-революционеров、略称：UPSR）は20世紀初頭のウクライナに存在した政党。
ウクライナにいた社会革命党のメンバーによって1917年4月に設立された。ウクライナ人民共和国において政権を担ったものの、ボリシェヴィキに敗れたことにより、党員はポーランドなどへ亡命した。その後はウクライナ社会主義党に合流した。